# Кабелните момичета
Кабелните момичета (на испански: Las chicas del cable) е първият испански сериал на Netflix. Първият сезон се състои от 8 епизода, а премиерата му е на 28 април 2017 г.

## Сюжет
Трагикомедия. През 1929 година врати отваря компания, която обещава да направи революция в телекомуникациите. Така от всички краища на Испания под покрива ѝ се събират различни герои, за да споделят заедно делник и празник.

## Герои
| Герой             | Актьор          |
| Лидия/Алба        | Бланка Суарес   |
| ----------------- | --------------- |
| Карлота           | Ана Фернандес   |
| Анхелес           | Маги Сивантос   |
| Маргарита „Марга“ | Надя де Сантяго |
| Франсиско         | Йон Гонзалес    |
| Карлос            | Мартин Ривас    |
| Сара              | Ана Полвороса   |
| Марио             | Серхио Мур      |
| Пабло             | Нико Ромеро     |
| Мигел             | Борха Луна      |
| Кармен Сифуентес  | Конча Веласко   |
| Елиса             | Анхела Кремонте |